# Бехоньский, Ежи
Ежи «Клос» Бехоньский (пол. Jerzy "Kłos" Biechoński; 13 апреля 1918, Прошовице — 8 октября 1944, Санцыгнёв)  — польский военный, капитан Армии Крайовой, командир штурмовой роты «Доминика» отдельного штурмового батальона 106-й пехотной дивизии АК.

## Биография
Окончил начальную школу в Прошовице и государственную школу в Кракове. В 1939 году во время Польского похода РККА попал в плен, в 1940 году передан немцам в обмен на советских граждан, оказавшихся на территории Генерал-губернаторства. Был угнан на принудительные работы в Германию, но сбежал из трудового лагеря и выбрался в Прошовице, где ушёл в польское антифашистское подполье и принял псевдоним «Клос». Пройдя офицерские курсы, был назначен в диверсионное подразделение, действовавшее на территории Прошовице.
Ежи Бехоньский участвовал в следующих вооружённых акциях Армии Крайовой:
- Организовал нападение на немецкий поезд в Лышковицах[1].
- В ночь с 21 на 22 мая 1944 года отряд Бехоньского в Вежбне недалеко от Прошовиц принял бригадного генерала Леопольда Окулицкого, будущего командира Армии Крайовой[3].
- 28 июля 1944 года штурмовая рота «Доминика», которой командовал Бехоньский, заняла Прошовице и присоединила его к Пинчувской партизанской республике, в образовании которой Бехоньский принимал участие[1].

Капитан Бехоньский погиб от разрыва мины недалеко от Санцыгнёва. Похоронен в Прошовицах. Его имя выгравировано на мемориальных досках в церкви в Прошовице и в Санцыгнёве. Ежегодно в Прошовице проходит марш ветеранов, участвовавших в польском сопротивлении в составе Пинчувской партизанской республики.
Отмечен следующими наградами:
- Орден «Virtuti Militari» V класса[1]
- Крест Храбрых[1]
- Серебряный Крест Заслуги с Мечами[1]
- Партизанский крест